# Mojžišove pramene

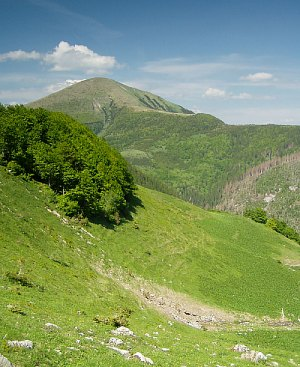
Mojžišove pramene, w głębi Stoh

Mojžišove pramene (pol. Źródła Mojżesza) – źródła na stokach szczytu Hromové w północnej części grupy górskiej Mała Fatra (w tzw. Krywańskiej Fatrze) na Słowacji.
Źródła (kilka położonych tuż obok siebie wypływów) wyciekają ze skalnego uskoku zbocza na wysokości ok. 1180 m n.p.m. Ich nazwa nawiązuje do biblijnej historii o Mojżeszu, który spowodował wytryśnięcie źródła uderzeniem laską w skałę.
Woda ze źródeł zasila niewielki potok, który nieco niżej Szutowskim Wodospadem spada do Doliny Szutowskiej i uchodzi do Szutowskiego Potoku.
Obok źródeł przebiega niebiesko znakowany szlak turystyczny.

## Szlak turystyczny
Šútovo – Dolina Szutowska – Szutowski Wodospad – Mojžišove pramene – Chata pod Chlebom